# Іст-Оукдейл (Каліфорнія)
Іст-Оукдейл (англ. East Oakdale) — переписна місцевість (CDP) в США, в окрузі Станіслаус штату Каліфорнія. Населення — 3201 особа (2020).

## Географія
Іст-Оукдейл розташований за координатами 37°46′39″ пн. ш. 120°48′52″ зх. д. / 37.77750° пн. ш. 120.81444° зх. д. (37.777399, -120.814480).  За даними Бюро перепису населення США в 2010 році переписна місцевість мала площу 13,50 км², з яких 12,36 км² — суходіл та 1,15 км² — водойми. В 2017 році площа становила 14,31 км², з яких 13,90 км² — суходіл та 0,41 км² — водойми.

## Демографія
Згідно з переписом 2010 року, у переписній місцевості мешкали 2762 особи в 1055 домогосподарствах у складі 876 родин. Густота населення становила 205 осіб/км².  Було 1102 помешкання (82/км²).
Расовий склад населення:
| - 91,6 % — білих - 2,2 % — азіатів - 0,7 % — корінних американців - 0,3 % — чорних або афроамериканців - 0,2 % — вихідців з тихоокеанських островів - 2,8 % — осіб інших рас |

До двох чи більше рас належало 2,3 %. Частка іспаномовних становила 10,3 % від усіх жителів.
За віковим діапазоном населення розподілялося таким чином: 20,3 % — особи молодші 18 років, 58,6 % — особи у віці 18—64 років, 21,1 % — особи у віці 65 років та старші. Медіана віку мешканця становила 50,0 року. На 100 осіб жіночої статі у переписній місцевості припадало 94,5 чоловіків;  на 100 жінок у віці від 18 років та старших — 97,0 чоловіків також старших 18 років.
Середній дохід на одне домашнє господарство  становив 127 214 долари США (медіана — 102 462), а середній дохід на одну сім'ю — 138 258 доларів (медіана — 120 357). За межею бідності перебувало 3,7 % осіб, у тому числі 5,6 % дітей у віці до 18 років та 1,6 % осіб у віці 65 років та старших.
Цивільне працевлаштоване населення становило 1285 осіб. Основні галузі зайнятості: освіта, охорона здоров'я та соціальна допомога — 23,3 %, виробництво — 14,6 %, будівництво — 10,0 %, транспорт — 8,6 %.